# Île Eglinton
L'île Eglinton (en anglais Eglinton Island) est une île de l'archipel arctique canadien dans les Territoires du Nord-Ouest (Canada). Eglinton est l'une des îles de la Reine-Élisabeth.

## Géographie
Elle a une superficie d'environ 1 541 km2 pour une longueur de  73 km et une largeur de  44 km. Elle se trouve sur le côté septentrional du détroit de McClure, juste au sud de la plus grande île du Prince-Patrick. Elle est inhabitée, avec aucune activité humaine connue.

## Histoire
Le premier Européen à apercevoir l'île Eglinton fut George Mecham en 1853, qui l'explora en compagnie de Francis Leopold McClintock au printemps de cette année-là